# لیوبومیر گنچف
لیوبومیر گنچف (انگلیسی: Lyubomir Genchev؛ زادهٔ ۱۳ آوریل ۱۹۸۶) بازیکن فوتبال اهل بلغارستان است.
از باشگاه‌هایی که در آن بازی کرده است می‌توان به باشگاه فوتبال یونیون برلین، باشگاه فوتبال لوستوفت، و باشگاه فوتبال هندون اشاره کرد.